# 隆湖 (伊利諾伊州)
隆湖（英語：Loon Lake）是位於美國伊利諾伊州萊克縣的一個非建制地區。該地的面積和人口皆未知。

## 地理
隆湖的座標為42°26′49″N 88°05′24″W / 42.44694°N 88.09000°W，而該地的平均海拔高度為240米（即787英尺）。